# Медіха Мусліовіч
Медіха Мусліовіч (*28 лютого 1975, Сараєво, СФРЮ) — боснійська акторка.
Закінчила Академію драматичного мистецтва (Сараєво).

## Вибіркова фільмографія
- Ясміна (2010)
- Людина листопада (2014)
- Наше щоденне життя (2015)